# John Clem

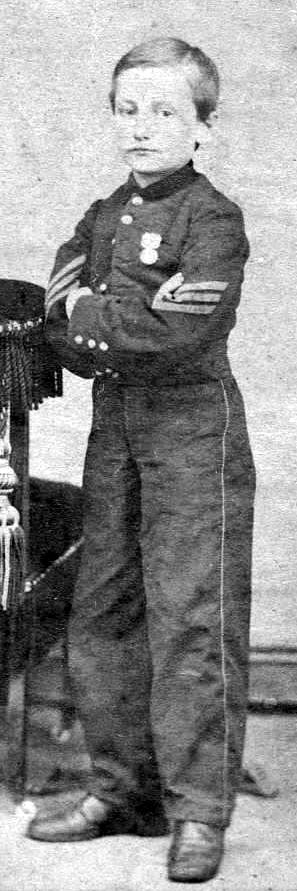
Sargento Clem, anos 12 anos, em 1863.

John Lincoln Clem (13 de agosto de 1851 – 13 de maio de 1937) foi um general dos Estados Unidos durante a Guerra Civil Americana.
Ganhou fama por ser o soldado a entrar com a menor idade para o combate.